# Нове Жохово
Нове Жохово (пол. Nowe Żochowo) — село в Польщі, у гміні Старожреби Плоцького повіту Мазовецького воєводства.
Населення — 189 осіб (2011).
У 1975-1998 роках село належало до Плоцького воєводства.

## Демографія
Демографічна структура станом на 31 березня 2011 року:
|          | Загалом | Допрацездатний вік | Працездатний вік | Постпрацездатний вік |
| -------- | ------- | ------------------ | ---------------- | -------------------- |
| Чоловіки | 89      | 19                 | 58               | 12                   |
| Жінки    | 100     | 20                 | 59               | 21                   |
| Разом    | 189     | 39                 | 117              | 33                   |